# Троян, Григорий Иванович
Григорий Иванович Троян — советский хозяйственный и государственный деятель, Герой Социалистического Труда.

## Биография
Родился в 1926 году в селе Терны. Член КПСС.
Участник Великой Отечественной войны
В 1950—1980 — председатель колхоза имени Чапаева Недригайловского района Сумской области.
Указом Президиума Верховного Совета СССР от 8 апреля 1971 года присвоено звание Героя Социалистического Труда с вручением ордена Ленина и золотой медали «Серп и Молот».
Делегат XXIV съезда КПСС.
Умер до 1985 года в Тернах.

## Награды и звания
- Герой Социалистического Труда (08.04.1971)
- Орден Ленина (08.04.1971)
- Орден Трудового Красного Знамени (08.12.1973)
- Орден Знак Почёта (31.12.1965)